# Fållökna (naturreservat)
Fållökna är ett naturreservat i Flens kommun  i Södermanlands län.
Området är naturskyddat sedan 1966 och är 25 hektar stort. Reservatet omfattar ön Lagnö med kringliggande holmar i sjön Nedingen. I reservatets centrala del växer granskog medan det i söder och norr växer lövträd som ek, rönn, asp och björk. 